# Walter Asam
Walter Asam (* 18. Oktober 1926 in Augsburg; † 11. März 2002) war ein deutscher Verwaltungsjurist und Kommunalpolitiker.

## Werdegang
Asam besuchte zunächst von 1933 bis 1937 die Volksschule in Aichach und im Anschluss von 1937 bis 1944 das Gymnasium in Wasserburg a. Inn und in München. 1947 nahm er das Studium der Rechtswissenschaften an der Ludwig-Maximilians-Universität München auf, das er 1951 mit der ersten juristischen Staatsprüfung abschloss. Im Sommersemester 1950 wurde er in die KBStV Rhaetia München aufgenommen. Den juristischen Vorbereitungsdienst absolvierte Asam von 1951 bis 1954 unter anderem am Landgericht Augsburg und am Oberlandesgericht München. 1955 legte er die zweite juristische Staatsprüfung ab. 1956 folgte sein Eintritt in die Bayerische Innere Staatsverwaltung. Als juristischer Staatsbeamter war Asam an den Landratsämtern in Landau a.d. Isar, Pfaffenhofen a.d. Ilm und Schrobenhausen tätig. 1957 promovierte er an der Juristischen Fakultät der Ludwig-Maximilians-Universität München zum Thema „Echte und unechte Amtsdelikte“.

## Politische Laufbahn
Im Mai 1961 wurde Asam mit 98,6 Prozent der Wählerstimmen zum Landrat des oberbayerischen Landkreises Schrobenhausen gewählt. Mit 34 Jahren war er jüngster Landrat im Regierungsbezirk Oberbayern. 1967 wurde er wieder gewählt. Am 11. Juni 1972 wurde der CSU-Politiker mit 63,9 Prozent der Wählerstimmen zum ersten Landrat des im Zuge der Kreisgebietsreform neu gegründeten Landkreises Neuburg-Schrobenhausen gewählt. Bei den Kommunalwahlen 1984 kandidierte er nicht mehr als Landrat und schied zum 30. April 1984 aus dem Amt aus. Sein Nachfolger wurde Richard Keßler. Als Kreisrat gehörte Asam noch bis 1996 dem Kreistag Neuburg-Schrobenhausen an.

## Ehrungen
- Verdienstkreuz am Bande der Bundesrepublik Deutschland (1976)
- Verdienstkreuz 1. Klasse der Bundesrepublik Deutschland (1981)
- Silbermedaille des Freistaates Bayern für besondere Verdienste um die kommunale Selbstverwaltung (1979)
- Goldene Bürgermedaille der Stadt Schrobenhausen
- Verdienstmedaille in Gold des Landkreises Neuburg-Schrobenhausen (1972)
- Deutsche Feuerwehr-Ehrenmedaille des Deutschen Feuerwehrverbandes (1983)
- Benennung des Sonderpädagogischen Förderzentrums Neuburg-Schrobenhausen (2015)[2][3]